# Citroën C4 (первое поколение)
Citroën C4 первого поколения — семейство автомобилей C-сегмента французской компании Citroën, входящей в концерн PSA Peugeot Citroën. Выпуск модели осуществлялся с 2004 по 2015 год. В модельном ряду автомобиль заменил Citroën Xsara. Модель предлагалась в трёх типах кузова: пятидверный хетчбэк и трёхдверный хетчбэк (часто именуемый «купе»), а в некоторых регионах был доступен четырёхдверный седан.
Презентация автомобиля состоялась на Парижском автосалоне в сентябре 2004 года. Продажи модели в Европе стартовали в ноябре 2004 года, а в России — в феврале 2005 года. В 2006 году началось производство и продажи седана в Китае, а в 2007 году — в Аргентине. В 2008 году был проведён небольшой рестайлинг модели — изменён внешний вид и добавлены новые двигатели. С 2010 года модель постепенно начала вытесняться с рынков следующим поколением.
C4 стал одним из самых успешных автомобилей Citroën: в Европе с 2004 по 2010 год было продано более 850 тысяч автомобилей, в Китае с 2006 по 2015 год — более 400 тысяч, а в России с 2005 по 2012 год — более 50 тысяч автомобилей. Более того, в России модель стала самым продаваемым автомобилем Citroën с момента появления на рынке. Различные автомобильные издания также оценили автомобиль в целом положительно, в основном отмечая необычный дизайн, но одновременно с этим критикуя эргономику в салоне и управляемость.
Автомобиль принимал участие и в автоспорте — в 2006 году на базе трёхдверного хетчбэка была создана раллийная модификация под названием C4 WRC, оснащённая двухлитровым турбодвигателем. На этой модели раллийные пилоты одержали в общей сложности 36 побед, а сама спортивная модель трижды становилась победителем в зачёте марок.

## История

### Разработка (1998—2004)

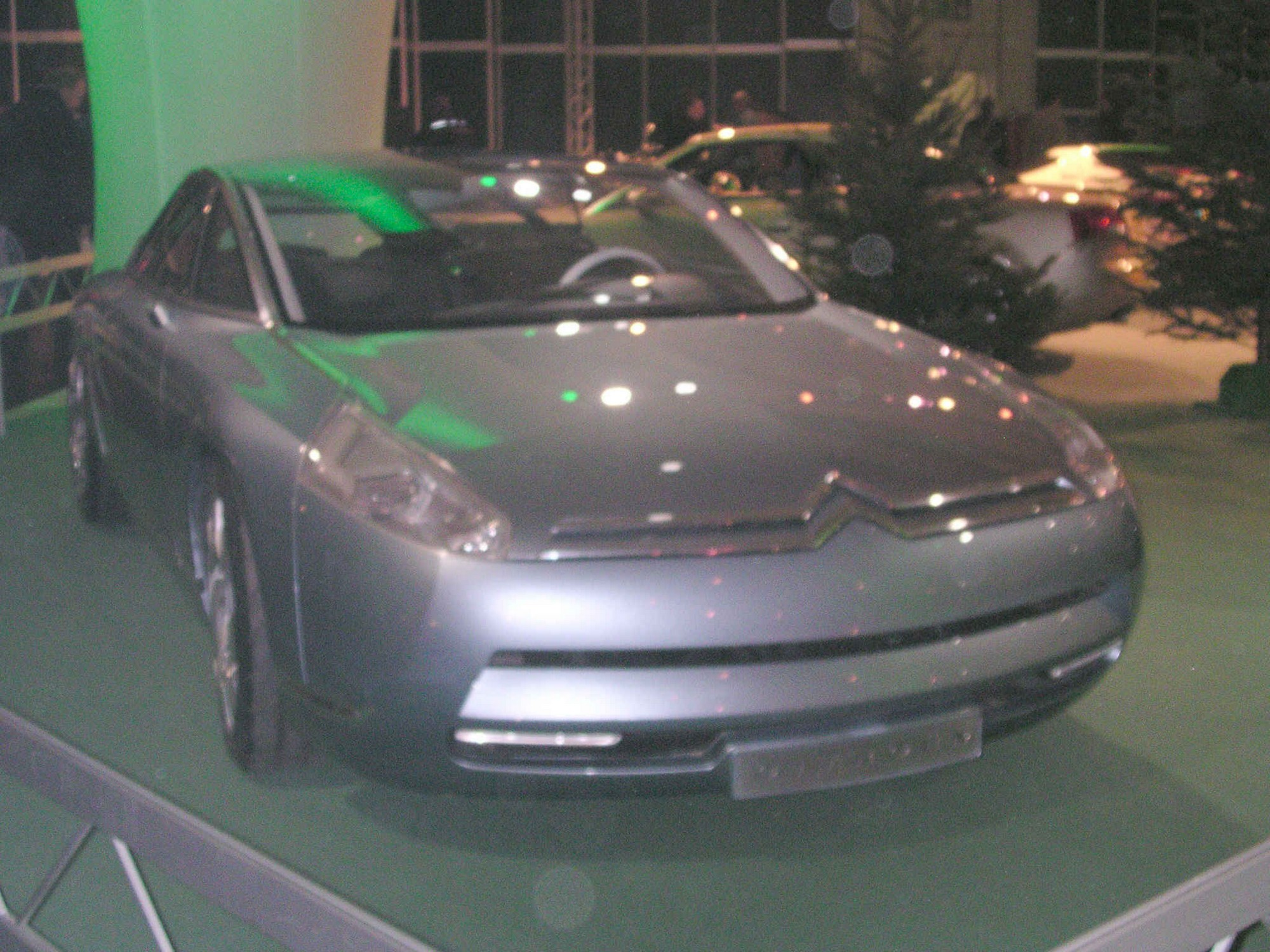
Citroën C-Airdream

После успеха модели Xsara, достигшей 1,5 миллиона проданных автомобилей, стало ясно, что сегмент C для Citroën очень перспективный. Проект «C4» берёт свое начало в 1998 году, когда был создан концепт-кар Citroën C4 Volcane. Изначально этот концепт должны были презентовать на Франкфуртском автосалоне в 1999 году или на Женевском в 2000 году, однако руководство PSA решило не раскрывать концепт и продолжать разработку. Дизайн концепта ляжет в основу серийной модели в кузове трёхдверного хетчбэка.
На Парижском автосалоне в 2002 году был представлен ещё один предвестник серийной модели — концепт Citroën C-Airdream. Он сохранил общие формы кузова, однако только сбоку и спереди. Сзади модель выглядит совершенно иначе. После презентации этого концепта появились первые сведения о выпуске на его базе серийной модели. Предполагалось, что на рынок она выйдет в 2003 году.
Было решено создавать Citroën C4 на платформе PF2, на которой также построен Peugeot 307. На разработку новой модели было потрачено 720 млн евро, из которых около 300 млн евро было потрачено на дизайн. Дизайном автомобиля занимался Жан-Пьер Плуэ (до этого разработавший дизайн Renault Twingo).

### Серийная модель (2004)

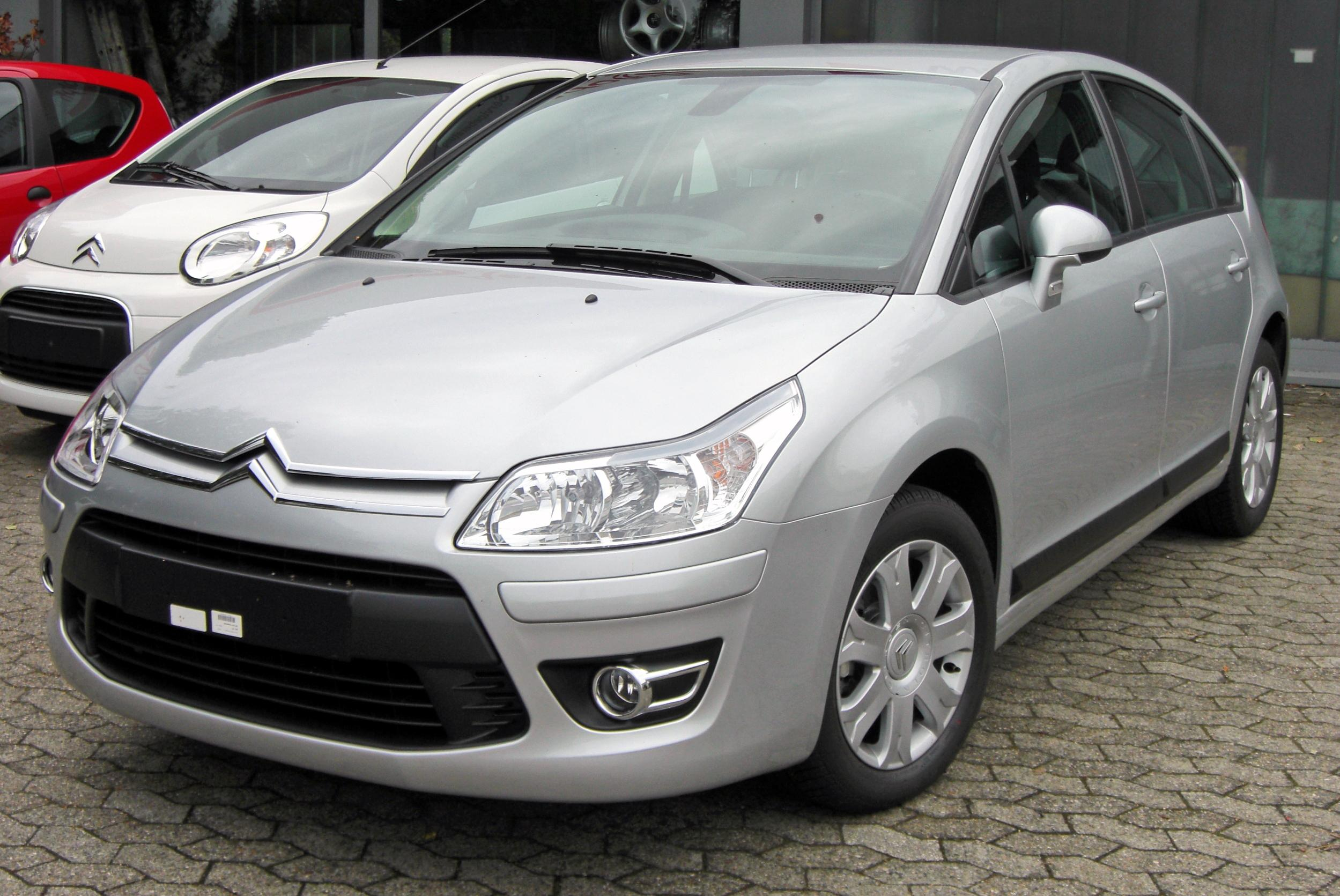
Рестайлинговая модель (2008)

Презентация серийной модели в кузовах трёх- и пятидверный хетчбэк состоялась в сентябре 2004 года на Парижском автосалоне, а продажи в Европе начались в ноябре. Сборка новой модели была налажена на заводе PSA в городе Мюлуз, Франция, где до этого собирались только модели Peugeot (скорее всего, это решение связано с высокой унификацией C4 с моделью Peugeot 307, сборка которого также осуществлялась в Мюлузе). Продажи автомобиля в России начались в феврале 2005 года по цене от 13900 евро.
В июне 2006 года началось производство седана C-Triomphe на базе C4 для китайского рынка на заводе Dongfeng в городе Ухань. Двигатель доступен только один — двухлитровый мощностью 150 л.с. Презентация пятидверного хетчбэка, известного там как C-Quatre (число 4 в Китае считается несчастливым), для китайского рынка состоялась 28 июня 2008 года, а в сентябре началось производство на том же заводе. В Китае хетчбэк предлагался с двигателями объёмом 1,6 и 2,0 литра.
В середине 2007 года началось производство седана (который здесь назывался C4 Pallas) на заводе PSA в Аргентине. Планировалось, помимо экспорта в страны-участницы Mercosur, со второй половины 2007 года экспортировать автомобиль в некоторые европейские страны, но из-за высокого спроса на седан в Южной Америке экспорт было решено отложить. В августе 2008 года в Аргентине началось производство пятидверного хетчбэка, а продажи стартовали в ноябре. Также начался его экспорт в страны-участницы Mercosur.
В августе 2008 года на Московском автосалоне была представлена рестайлинговая модель для европейского и российского рынка. Изменения небольшие: новый капот, фары (в том числе и противотуманные) и бампер (из-за которого длина увеличилась на 15 мм), а также задние фонари. В салоне модели — новая мультимедийная система, тахометр был помещён в центр консоли к остальной панели приборов. Изменилась также гамма двигателей. В России обновлённый C4 предлагался по цене от 475 000 рублей за пятидверную модель и от 490 000 рублей за трёхдверную.
Преемник пятидверной модели и седана — C4 второго поколения, был представлен на Парижском автосалоне в 2010 году. Преемником трёхдверной модели стал DS 4, также представленный на Парижском автосалоне в 2010 году.
С 2010 года было налажено производство автомобиля на заводе PSA под Калугой методом крупноузловой сборки. Была также выпущена специальная серия автомобилей C4 Optima, отличающаяся двухзонным климат-контролем, иным радио и литыми 16-дюймовыми дисками «Olympie». Цена за стандартную модель начиналась от 558 000 рублей, а за Optima — 590 000 рублей. С 2012 года производство хетчбэка на заводе под Калугой было прекращено с целью переориентировать производство на выпуск седана C4 второго поколения со второго квартала 2013 года

## Дизайн и конструкция

### Модификации кузова
Citroën C4 был доступен с двумя типами кузова — трёхдверный и пятидверный хетчбэк. В некоторых странах также доступен третий — седан.
Автомобили с тремя и пятью дверями различаются своей формой кузова. Модель с пятью дверями имеет форму кузова в виде идеальной дуги, она как бы «прочерчена циркулем». Остекление также повторяет эту дугу. Трёхдверная модель, часто именуемая «купе», имеет «ломаную» форму задней части. Форма остекления такая же, как и у пятидверного автомобиля. Купе обладает высоким коэффициентом аэродинамического сопротивления — 0,28. Коэффициент у хетчбэка не сильно хуже — 0,29. Задние фонари у обеих моделей вынесены на стойки кузова и имеют форму, похожую на бумеранг. Передняя часть у машин идентична. Эмблема Citroën «встроена» в контур решётки радиатора. То же самое касается и габаритов: колёсная база, передняя и задняя колея, передний свес и высота идентичны. А вот в длине машины различаются — купе длиннее на 15 мм из-за иного заднего бампера.
Автомобиль с кузовом седан (именуемый Citroën C-Triomphe в Китае и Citroën C4 Pallas в Аргентине) был выпущен позже, в 2006 году. Седан отличается удлинённой колёсной базой, которая теперь составляет 2170 мм. Длина составляет 4,80 м, а ширина — 1,77 м. Общая форма кузова вплоть до багажника повторяет дугу пятидверного хетчбэка, а задние фонари также имеют форму бумеранга.
В 2006 году появился семиместный компактвэн Grand C4 Picasso, а годом спустя его пятиместная модификация C4 Picasso. Несмотря на то, что компактвэны делят с хетчбэком платформу и некоторые из двигателей, они считаются как другие модели автомобилей и не входят в семейство C4.

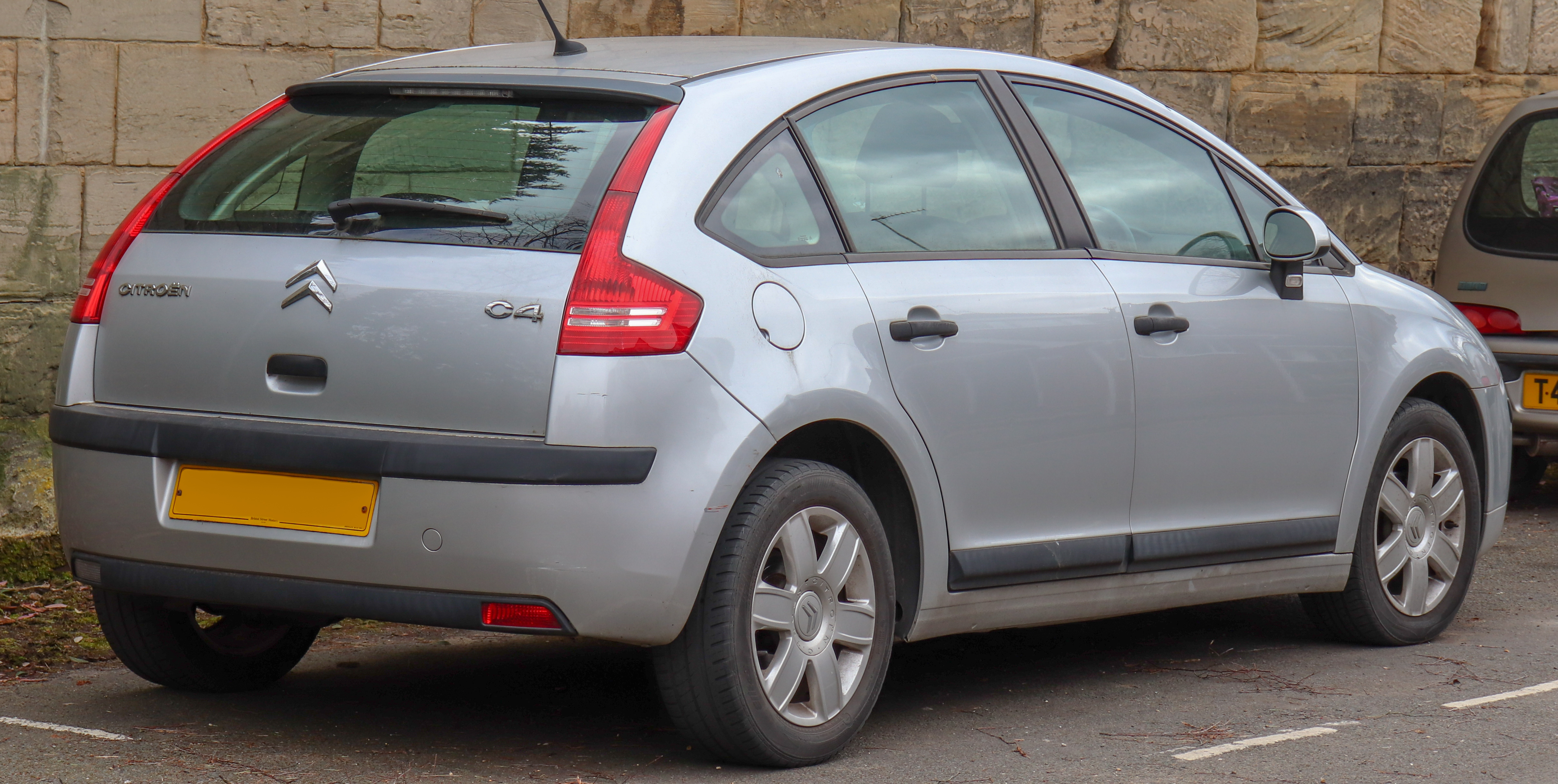
Пятидверный хетчбэк
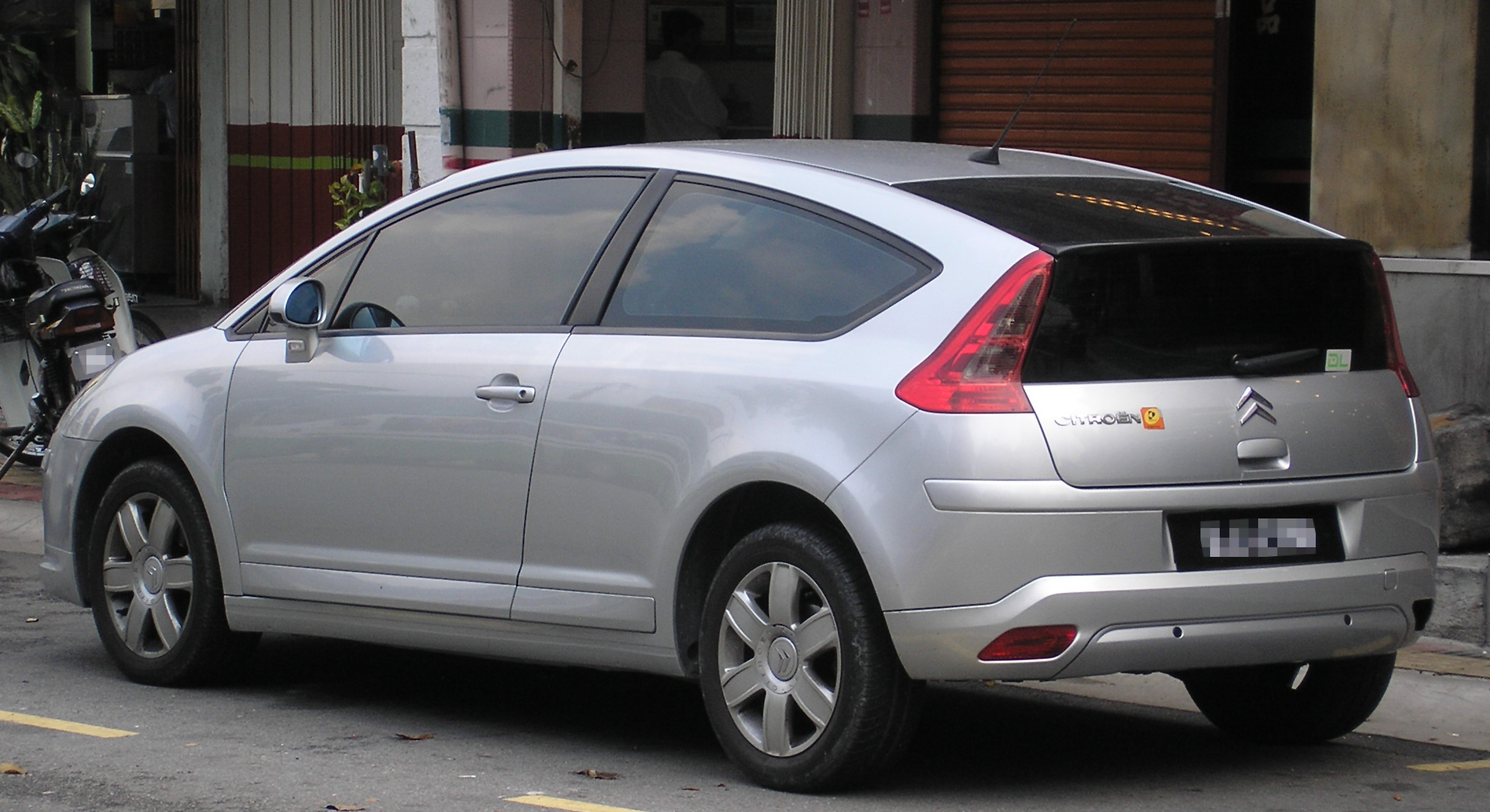
Трёхдверный хетчбэк (купе)
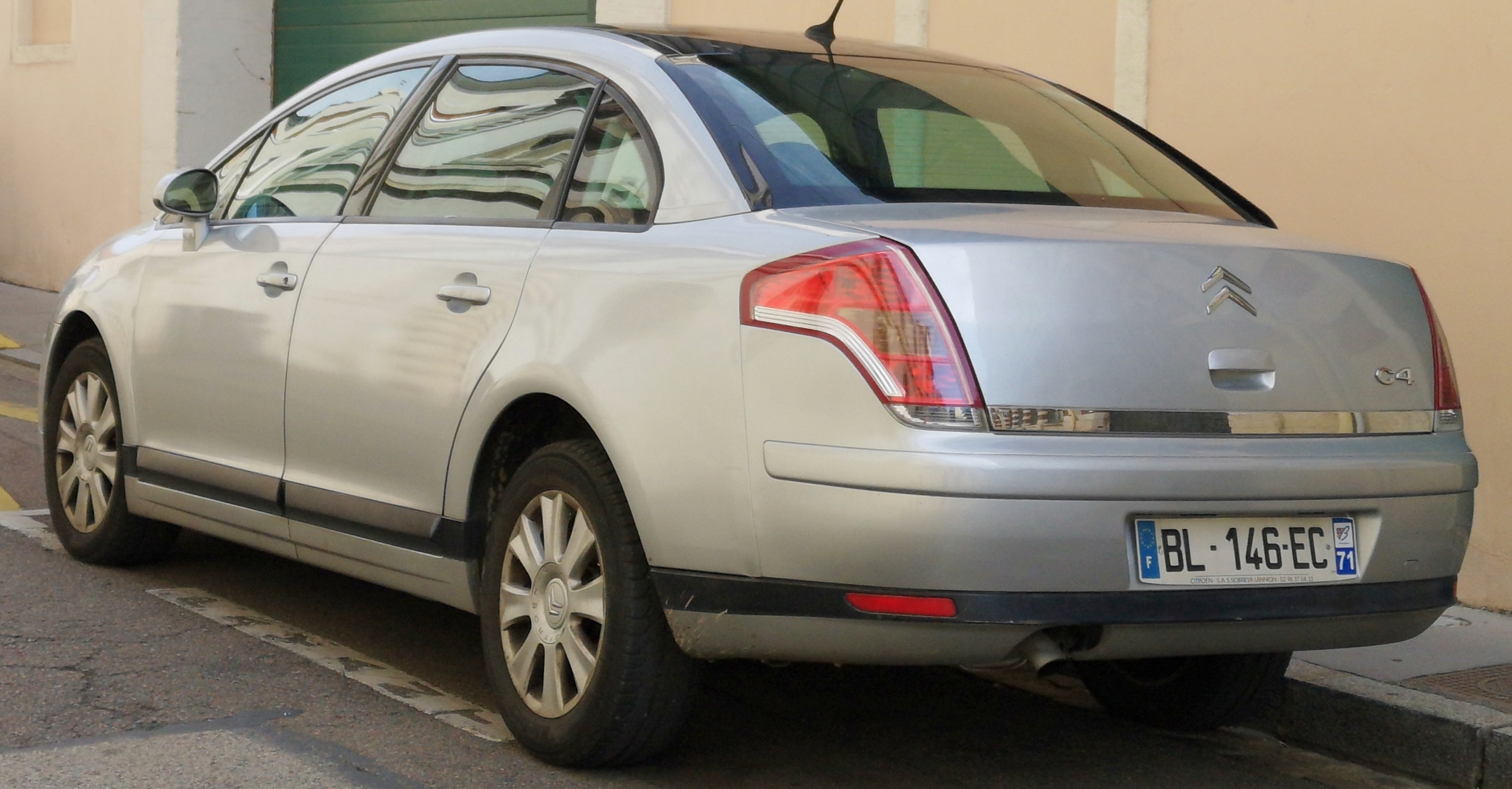
Седан

### Интерьер

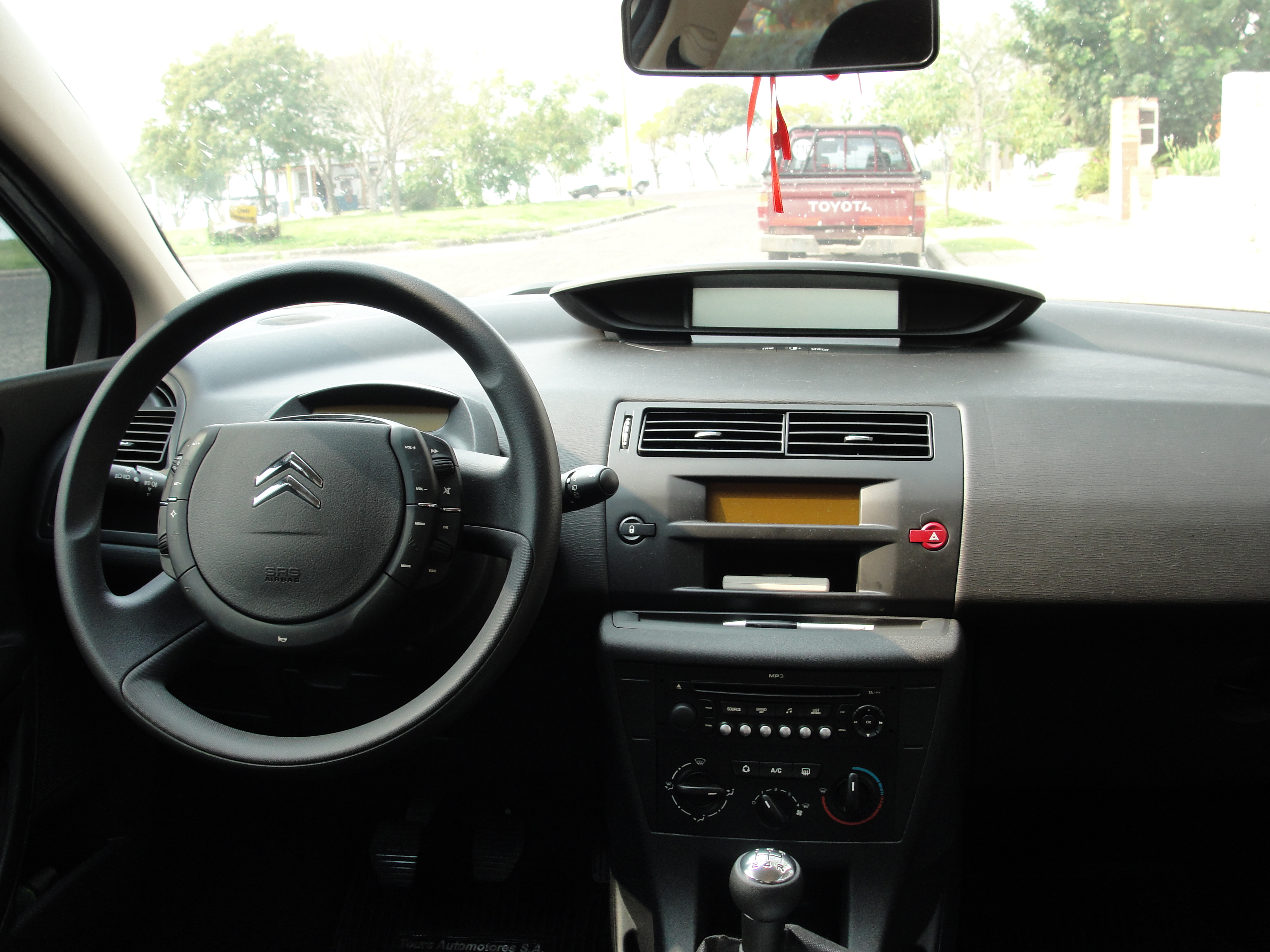
Интерьер модели в базовой комплектации

Обивка дверей и сидений состоит из плотной ткани со вставками из сетчатой материи. Передняя панель обтянута мягким материалом. Также присутствует пластик. Руль обладает интересной конструкцией: передняя часть ступицы не вращается вместе с остальным рулём, а остаётся неподвижной. Связано это с тем, что в случае аварии подушка безопасности, находящаяся внутри, всегда будет выстреливать правильно. Она имеет специфическую форму, тем самым защищая не только голову, но и грудную клетку водителя. На ступице также расположены кнопки управления аудиосистемой, круиз-контролем, сотовым телефоном и навигационной системой. Кнопки сгруппированы: слева — круиз-контроль и телефон, справа — аудиосистема и навигационная система.
Панель приборов находится в центре, а не над рулём. Дисплей — монохромный, отображает скорость, запас топлива и температуру охлаждающей жидкости. На центральной консоли сверху находится дисплей навигационной системы (в базовой комплектации — небольшой дисплей для радио), а под ним — настройка климат-контроля (либо вращающиеся рукоятки, либо дисплей, зависит от комплектации). Единственное, что находится над рулём — это тахометр (на рестайлинговых моделях он находится на панели приборов в центре).
Багажник в хетчбэке и купе имеет объём 320 литров. В нём имеется пластиковая перегородка с двумя раскладными стенками, с помощью которой багажник можно, например, разделить на четыре разновеликие секции. У седана багажник имеет больший объём — 513 литров.

### Технические характеристики
Как уже сказано выше, автомобиль построен на платформе PF2 и разделяет множество комплектующих с автомобилями Citroën и Peugeot. Передняя подвеска — типа McPherson. Нижние рычаги имеют L-образную форму. Задняя подвеска — полузависимая, пружинная. Передние тормоза дисковые, вентилируемые, задние — дисковые, не вентилируемые. На пятидверные хетчбэки устанавливались шины 205/55 с 16-дюймовыми дисками, на трёхдверные, помимо отмеченных выше — 205/50 с 17-дюймовыми дисками.
Модель обладает широким спектром двигателей, как бензиновых, так и дизельных. Выбор бензиновых двигателей начинался с 1,4-литрового 16-клапанного двигателя мощностью 90 л.с, за ним идут: 1,6-литровый двигатель мощностью 110 л.с и двухлитровый мощностью 138 л.с. Завершает линейку двухлитровый мотор мощностью 143 л.с (такой же ставился на модель C5). Из дизельных доступны 1,6-литровый мощностью 92 л.с, 1,6-литровый мощностью 110 л.с и двухлитровый мощностью 138 л.с. Все моторы отвечают экологическим нормам Евро-4. После рестайлинга добавился разработанный совместно с BMW 1,6-литровый бензиновый двигатель. Без турбонаддува его мощность составляет 120 л.с, а с турбонаддувом — 150 л.с. Коробка передач — либо 5- или 6-ступенчая механическая, либо 4-ступенчатая автоматическая.

## Безопасность
Автомобиль обладает довольно высоким уровнем безопасности, поскольку оснащён большим количеством средств пассивной безопасности: преднатяжители ремней безопасности и ограничители нагрузки, грушевидная подушка безопасности водителя, защищающая, помимо головы, грудную клетку, передняя подушка пассажира, боковые подушки и боковые шторки безопасности.
Из иных средств безопасности можно отметить редкую для своего времени систему предупреждения о сходе с полосы, а также систему предупреждения о непристёгнутом ремне безопасности, установленную на всех сидениях.

### Тесты EuroNCAP
Автомобиль прошёл краш-тест EuroNCAP в 2004 году. Результаты оказались отличными: при фронтальном ударе кузов подвергся минимальной деформации, водительская дверь не была заблокирована. Подушки безопасности и ремни сделали своё дело, снизив нагрузку на головы и грудные клетки пассажиров. Опасность для коленей водителя представляла лишь металлическая пластина на рулевой колонке. Пространство для ног водителя также деформировалось минимально. При боковом ударе недостатков защиты пассажиров обнаружено вовсе не было.
Для защиты детей применялись удерживающие устройства Britax Romer Duo Plus для манекена трёхлетнего ребёнка и Britax Romer BabySafe Plus для манекена ребёнка возрастом 18 месяцев. Оба устройства обеспечили хорошую защиту манекенов. Для фронтальной подушки безопасности пассажира установлена кнопка для её отключения, что позволяет перевозить там ребёнка в кресле, установленном спиной вперёд, и не допустить серьёзных травм.
Уровень защиты пешеходов был также хорошим для своего времени (в отчёте указано, что это «лучший на сегодняшний день результат»). Согласно отчёту, ребёнок получил бы незначительные травмы, а для головы взрослого пешехода защита была ограниченной.

## Обзоры и оценки
Российское издание «Авторевю» в 2005 году провело сравнительный тест четырёх автомобилей: Opel Astra, VW Golf, Škoda Octavia и, собственно, Citroën C4. Сразу же был отмечен более необычный и красивый дизайн экстерьера, а вот эргономика в салоне редакцию не обрадовала. Был отмечен быстрый разгон модели, но одновременно с этим «невнятный, разболтанный» механизм переключения передач. Из минусов были также отмечены работа ограничителя оборотов двигателя (из-за которого автомобиль начинает дёргаться), плохая управляемость при резких поворотах и работа подвески на неровных дорогах. Редакция иного издания, «За рулём», в 2009 году тестировала рестайлинговый автомобиль. Главным плюсом были отмечены дизайн и качество салона, а вот эргономику также не оценили; главные претензии касались кнопок на ступице и механизма регулировки спинки сиденья. Заднее сидение также было отмечено неудобным. С двигателем и АКПП проблем обнаружено не было. Общая оценка модели — 8,0 — самая высокая среди всех протестированных автомобилей.
Что касается зарубежных изданий, то британское издание «Auto Express» в 2007 году тестировало пять автомобилей сегмента C, среди которых был и C4. Из плюсов были отмечены широкие сиденья и щиток приборов по центру панели, а из минусов — ступица рулевого колеса («причудливое рулевое колесо»), отсутствие большого места хранения вещей в салоне и отсутствие достаточного пространства для головы задних пассажиров. Общая характеристика звучит так: «Тем не менее, C4 — это хорошее соотношение цены и качества, и Citroen заслуживает похвалы за то, что у него хватило смелости разработать подобный семейный хетчбэк». Издание «Car» тестировало в 2007 году автомобиль в кузове «купе» в специальной версии «By Loeb», оценив его на 3 из 5: управляемость оценили на 4 из 5, остальное — на 3 из 5. Общий вердикт был таков: «C4 by Loeb - удивительно забавный GTi-хэтч с большим характером».

## Награды
В 2006 году на автосалоне в Нью-Йорке автомобиль получил награду «Автомобильный дизайн года». В 2004 году модель была номинирована на награду «Автомобиль года», но заняла лишь второе место.

## Отзывные кампании
Автомобиль прошёл через несколько отзывных кампаний. В 2005 году таких было три: первая — из-за вероятности протекания возвратной трубы в дизельных двигателях, вторая — из-за вероятности короткого замыкания, третья — из-за вероятности потери эффективности тормозов. Отзыв в феврале 2006 года случился из-за возможности протекания тормозной жидкости, а в мае 2006 года — из-за вероятности неправильного срабатывания подушки безопасности водителя. Отзывы из-за проблем с системами безопасности продолжились и в 2007 году: в июле, из-за вероятности того, что при столкновении преднатяжители ремней безопасности могут не сработать; и в 2008 году: в январе, из-за вероятности отключения ABS и ESP. Ещё два отзыва в 2008 году затронули проблему педали тормоза (она может туго ходить) и проблему зарядки аккумулятора. В октябре 2009 года и в декабре 2010 года модель вновь была отозвана из-за проблемы с тормозами.

## Продажи
Модель стала очень успешной на различных рынках. В Европе было продано более 859 тысяч автомобилей, а в Китае — более 406 тысяч, из них большая часть пришлась на пятидверный хетчбэк C-Quatre. В России модель стала самым популярным автомобилем Citroën, сохраняя этот титул на протяжении всего времени её продаж и составляя приблизительно половину всех проданных автомобилей марки в стране.
| Страна                                         | Страна  | Календарный год (продажи указаны в тысячах автомобилей) | Календарный год (продажи указаны в тысячах автомобилей) | Календарный год (продажи указаны в тысячах автомобилей) | Календарный год (продажи указаны в тысячах автомобилей) | Календарный год (продажи указаны в тысячах автомобилей) | Календарный год (продажи указаны в тысячах автомобилей) | Календарный год (продажи указаны в тысячах автомобилей) | Календарный год (продажи указаны в тысячах автомобилей) | Календарный год (продажи указаны в тысячах автомобилей) | Календарный год (продажи указаны в тысячах автомобилей) | Календарный год (продажи указаны в тысячах автомобилей) | Календарный год (продажи указаны в тысячах автомобилей) | Итого | Итого |
| 2004                                           | 2005    | 2006                                                    | 2007                                                    | 2008                                                    | 2009                                                    | 2010                                                    | 2011                                                    | 2012                                                    | 2013                                                    | 2014                                                    | 2015                                                    |                                                         |                                                         |       |       |
| ---------------------------------------------- | ------- | ------------------------------------------------------- | ------------------------------------------------------- | ------------------------------------------------------- | ------------------------------------------------------- | ------------------------------------------------------- | ------------------------------------------------------- | ------------------------------------------------------- | ------------------------------------------------------- | ------------------------------------------------------- | ------------------------------------------------------- | ------------------------------------------------------- | ------------------------------------------------------- | ----- | ----- |
| Европа                                         | Европа  | 15                                                      | 207                                                     | 185                                                     | 167                                                     | 118                                                     | 96                                                      | 71                                                      | Следующее поколение                                     | Следующее поколение                                     | Следующее поколение                                     | Следующее поколение                                     | Следующее поколение                                     | 860   |       |
| Китай                                          | Хетчбэк | Не продавался                                           | Не продавался                                           | Не продавался                                           | Не продавался                                           | 8                                                       | 72                                                      | 106                                                     | 120                                                     | 12                                                      | 7                                                       | 6                                                       | 1                                                       | 406   |       |
| Китай                                          | Седан   | Не продавался                                           | Не продавался                                           | 21                                                      | 31                                                      | 14                                                      | 4                                                       | 3                                                       | 0,3                                                     | 1                                                       | 0,04                                                    | Следующее поколение                                     | Следующее поколение                                     | 406   |       |
| Россия                                         | Россия  | Не продавался                                           | 3                                                       | 6                                                       | 5                                                       | 5                                                       | 4                                                       | 5                                                       | 11*                                                     | 13*                                                     | Следующее поколение                                     | Следующее поколение                                     | Следующее поколение                                     | 53*   |       |
| * Учитываются первое и второе поколение вместе |         |                                                         |                                                         |                                                         |                                                         |                                                         |                                                         |                                                         |                                                         |                                                         |                                                         |                                                         |                                                         |       |       |

## C4 WRC

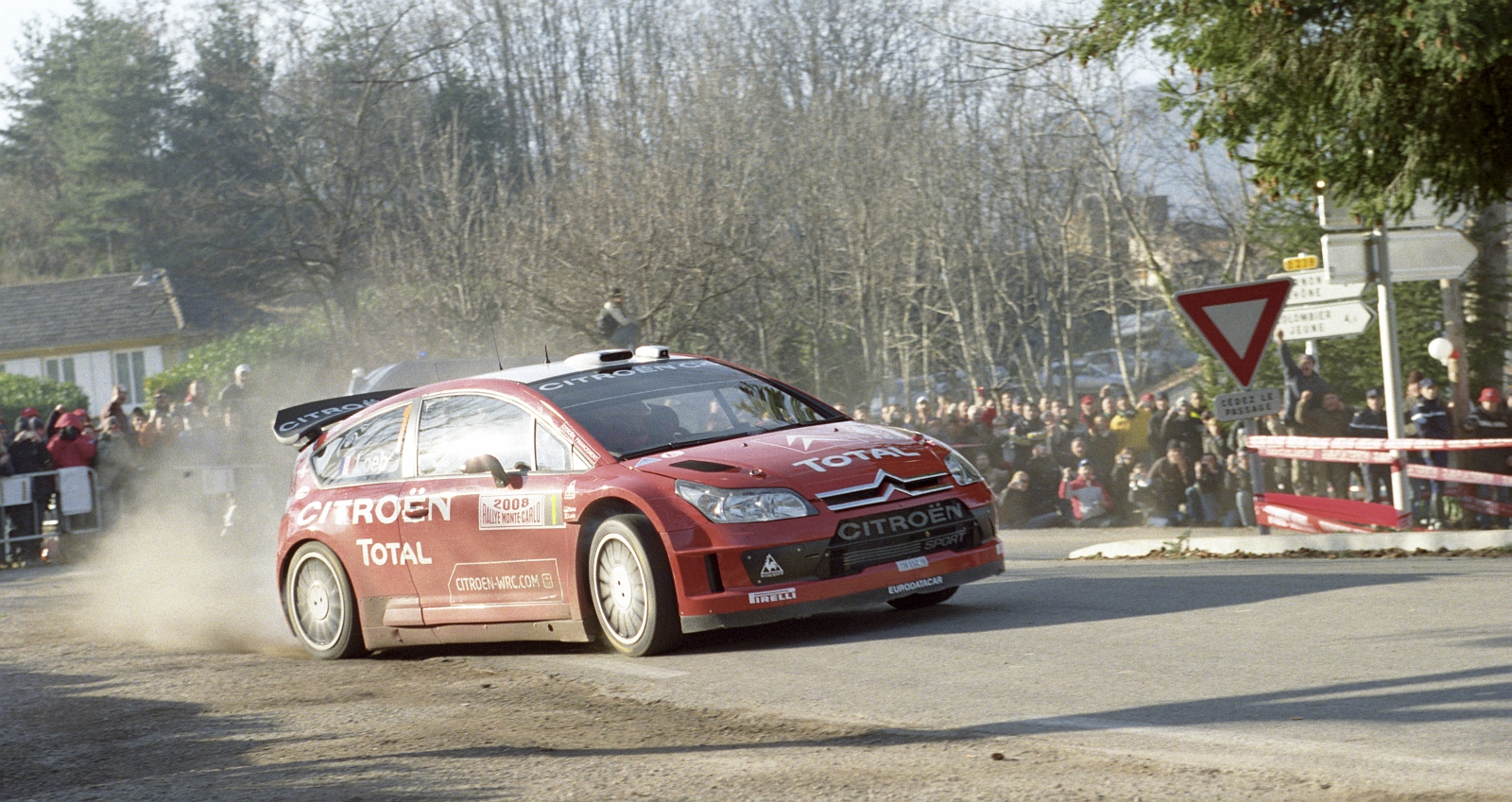
Себастьен Лёб на Citroën C4 WRC, Ралли Монте-Карло 2008

Citroen C4 WRC — полноприводный раллийный автомобиль класса World Rally Car, разработанный на базе трёхдверного купе. Модель сменила раллийный вариант автомобиля Xsara. Оснащён этот автомобиль двухлитровым турбодвигателем мощностью 315 л.с в комплекте с 6-ступенчатой секвентальной трансмиссией с 3-дисковым карбоновым сцеплением.
На нём команда Citroën World Rally Team участвовала в чемпионатах мира по ралли сезонов 2007—2010 годов. Различные раллийные пилоты одержали на C4 WRC 36 побед на этапах мирового первенства. Лидер заводской команды, француз Себастьян Лёб, все эти четыре года становился чемпионом мира. А непосредственно Citroën с данной моделью трижды становился победителем в зачёте марок, в 2008—2010 годах.